# Julián Barrio Barrio

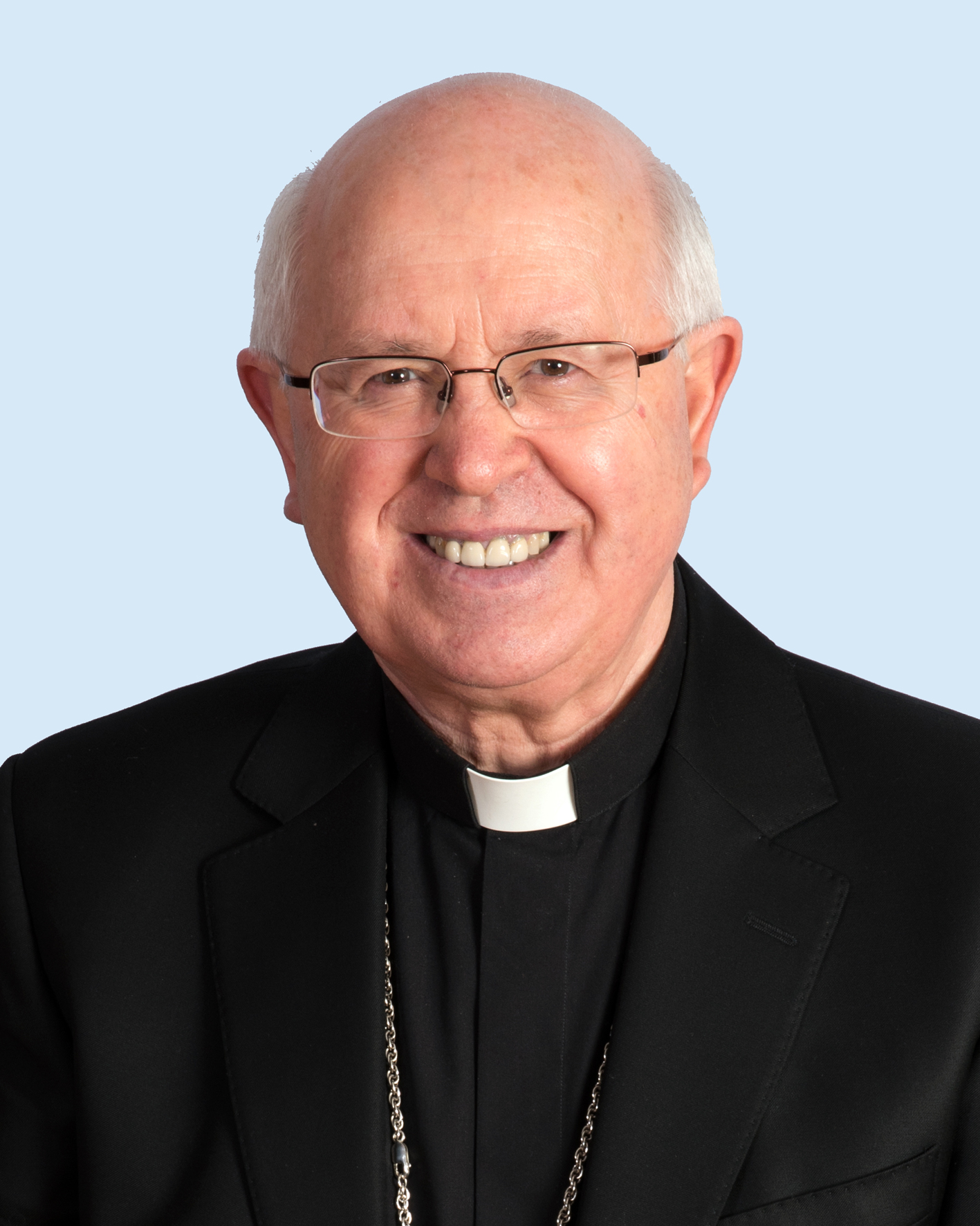
Erzbischof Julián Barrio Barrio (2017)

Erzbischofswappen

Julián Barrio Barrio (* 15. August 1946 in Manganeses de la Polvorosa, Provinz Zamora, Spanien) ist ein spanischer Geistlicher und emeritierter römisch-katholischer Erzbischof von Santiago de Compostela.

## Leben
Julián Barrio Barrio empfing am 4. Juli 1971 durch Bischof Antonio Briva Mirabent  das Sakrament der Priesterweihe für das Bistum Astorga. An der Universität Oviedo erwarb er Lizenziate in Geschichtswissenschaften und Geographie. Zudem erwarb Julián Barrio Barrio an der Päpstlichen Universität Salamanca ein Lizenziat im Fach Katholische Theologie.
Am 31. Dezember 1992 ernannte ihn Papst Johannes Paul II. zum Titularbischof von Sasabe und bestellte ihn zum Weihbischof in Santiago de Compostela. Der Erzbischof von Santiago de Compostela, Antonio María Rouco Varela, spendete ihm am 7. Februar 1993 die Bischofsweihe; Mitkonsekratoren waren der Apostolische Nuntius in Spanien, Erzbischof Mario Tagliaferri, und der Bischof von Astorga, Antonio Briva Mirabent. Am 5. Januar 1996 ernannte ihn Johannes Paul II. zum Erzbischof von Santiago de Compostela. Die Amtseinführung erfolgte am 25. Februar desselben Jahres.
Der Heilige Stuhl gab am 1. April 2023 bekannt, dass er den Amtsverzicht, den Julián Barrio Barrio im August 2021 anlässlich seines 75. Geburtstages angeboten hatte, angenommen hat. Zum Nachfolger ernannte der Heilige Stuhl den bisherigen Weihbischof von Santiago de Compostela, Francisco José Prieto Fernández.